# Spreckels
Spreckels és una concentració de població designada pel cens dels Estats Units a l'estat de Califòrnia. Segons el cens del 2000 tenia 485 habitants.

## Demografia
Segons el cens del 2000, Spreckels tenia 485 habitants, 171 habitatges, i 127 famílies. La densitat de població era de 1.440,5 habitants/km².
Dels 171 habitatges en un 40,9% hi vivien nens de menys de 18 anys, en un 56,7% hi vivien parelles casades, en un 13,5% dones solteres, i en un 25,7% no eren unitats familiars. En el 17% dels habitatges hi vivien persones soles el 6,4% de les quals corresponia a persones de 65 anys o més que vivien soles. El nombre mitjà de persones vivint en cada habitatge era de 2,84 i el nombre mitjà de persones que vivien en cada família era de 3,2.
Per edats la població es repartia de la següent manera: un 29,1% tenia menys de 18 anys, un 5,4% entre 18 i 24, un 29,3% entre 25 i 44, un 25,4% de 45 a 60 i un 10,9% 65 anys o més.
L'edat mediana era de 38 anys. Per cada 100 dones de 18 o més anys hi havia 93,3 homes.
La renda mediana per habitatge era de 58.009 $ i la renda mediana per família de 51.250 $. Els homes tenien una renda mediana de 22.250 $ mentre que les dones 24.750 $. La renda per capita de la població era de 19.752 $. Cap de les famílies i l'1,1% de la població estaven per davall del llindar de pobresa.

## Poblacions més properes
El següent diagrama mostra les poblacions més properes.